# Атанас Самандов
Атанас Николов Самандов е български офицер, генерал-лейтенант.

## Биография
Роден е на 17 септември 1955 г. в град Гоце Делчев, България. През 1973 г. завършва Политехническата гимназия „Яне Сандански“ в родния си град. През 1977 г. завършва ВНВУ „Васил Левски“ във Велико Търново. Между 1977 и 1987 е последователно командир на взвод, рота и батальон. През 1985 г. завършва Военната академия в София. От 1987 до 1991 г. е заместник-командир на полк. Между 1991 и 1994 г. е командир на полк. През 1996 г. завършва Генералщабна академия в Русия. В периода 3 септември 1996 г. – 8 октомври 1998 г. е командир на 61-ва Стрямска механизирана бригада. На 24 август 1998 г. е назначен за командир на Трета мотострелкова дивизия, считано от 1 септември 1998 г. На 7 юли 2000 г. е освободен от длъжността командир на Трета мотострелкова дивизия. На 6 юни 2002 г. е назначен за командир на Командването на Силите за специални операции и удостоен с висше военно звание бригаден генерал. На 3 май 2004 г. е освободен от длъжността командир на Командването на силите за специални операции и назначен за командир на Командването на оперативните сили. На 4 май 2005 г. е назначен за командир на Командването на оперативните сили. На 25 април 2006 г. е назначен за началник на щаба на Сухопътните войски, считано от 1 юни 2006 г. и удостоен с висше офицерско звание генерал-майор. На 15 февруари 2008 г. е освободен от длъжността началник на щаба на Сухопътните войски и назначен за заместник-командващ на Сухопътните войски. На 1 юли 2009 г. е освободен от длъжността заместник-командващ на Сухопътните войски, назначен за командващ на Съвместното оперативно командване и удостоен с висше офицерско звание генерал-лейтенант.
На 22 юни 2011 г. поради реорганизация на формированието е освободен от длъжността командващ на Съвместното оперативно командване и назначен на длъжността командващ на Съвместното командване на силите, считано от 1 юли 2011 г. На тази служба е до 2014 година. На 28 април 2014 г. генерал-лейтенант Атанас Самандов е освободен от длъжността командващ на Съвместното командване на силите и от военна служба, считано от 17 септември 2014 г.
С указ № 232 от 29 септември 2014 г. о.з. генерал-лейтенант Атанас Самандов е награден с орден „За военна заслуга“ първа степен за значимия му принос за развитието на Българската армия. От 2014 г. до 2016 г. е секретар по отбраната на президента Росен Плевнелиев.

## Образование
- Политехническата гимназия „Яне Сандански“, гр. Гоце Делчев – до 1973 г.
- Висше народно военно училище „Васил Левски“ – 1973 – 1977 г.
- Военна академия „Г.С.Раковски“ – до 1985 г.
- Генералщабна академия на армията на Руската федерация – 1994 – 1996 г.

## Военни звания
- Младши лейтенант (1977)
- Лейтенант (1979)
- Старши лейтенант (1983)
- Капитан (1986)
- Майор (1991)
- Подполковник (1993)
- Полковник (1996)
- Бригаден генерал (6 юни 2002)
- Генерал-майор (25 април 2006)
- Генерал-лейтенант (1 юли 2009)

## Награди
- Медал „За отличие в БА“;
- Медал „За заслуги към БА“;
- Награден знак за вярна служба под знамената–ІІ степен;
- Награден знак за вярна служба под знамената–І степен;
- Орден „За военна заслуга“ първа степен (29 септември 2014)